# Suckleya
Suckleya es un género de plantas fanerógamas con dos especies pertenecientes a la familia Amaranthaceae.

## Especies
| - Suckleya petiolaris - Suckleya suckleyana |